# Те-Лейкс (Міннесота)
Те-Лейкс (англ. The Lakes) — переписна місцевість (CDP) в США, в окрузі Маррей штату Міннесота. Населення — 590 осіб (2020).

## Географія
Те-Лейкс розташований за координатами 44°6′18″ пн. ш. 95°40′13″ зх. д. / 44.10500° пн. ш. 95.67028° зх. д. (44.104870, -95.670244).  За даними Бюро перепису населення США в 2010 році переписна місцевість мала площу 112,29 км², з яких 87,34 км² — суходіл та 24,95 км² — водойми.

## Демографія
Згідно з переписом 2010 року, у переписній місцевості мешкало 667 осіб у 314 домогосподарствах у складі 229 родин. Густота населення становила 6 осіб/км².  Було 791 помешкання (7/км²).
Расовий склад населення:
| - 99,6 % — білих - 0,1 % — корінних американців |

До двох чи більше рас належало 0,1 %. Частка іспаномовних становила 0,7 % від усіх жителів.
За віковим діапазоном населення розподілялося таким чином: 14,1 % — особи молодші 18 років, 58,8 % — особи у віці 18—64 років, 27,1 % — особи у віці 65 років та старші. Медіана віку мешканця становила 57,1 року. На 100 осіб жіночої статі у переписній місцевості припадало 101,5 чоловіків;  на 100 жінок у віці від 18 років та старших — 104,6 чоловіків також старших 18 років.
Середній дохід на одне домашнє господарство  становив 87 309 доларів США (медіана — 71 406), а середній дохід на одну сім'ю — 95 776 доларів (медіана — 75 156). Медіана доходів становила 55 714 долари для чоловіків та 46 042 долари для жінок. За межею бідності перебувало 2,2 % осіб, у тому числі 4,2 % дітей у віці до 18 років та 3,0 % осіб у віці 65 років та старших.
Цивільне працевлаштоване населення становило 316 осіб. Основні галузі зайнятості: освіта, охорона здоров'я та соціальна допомога — 21,8 %, роздрібна торгівля — 14,9 %, будівництво — 9,5 %, виробництво — 8,5 %.